# サルアイトーイ 大騒ぎ!ウッキウキゲームてんこもりっ!!
『サルアイトーイ 大騒ぎ!ウッキウキゲームてんこもりっ!!』は、ソニー・コンピュータエンタテインメント（後のソニー・インタラクティブエンタテインメント）より2004年8月5日に発売されたPlayStation 2用ゲームソフト。プレイするには、EyeToyが必須となる。

## 概要
アイトーイシリーズのひとつであり、本作はピポサルを操作してボードゲームやミニゲームを楽しむことになる。サルゲッチュシリーズに存在していた人間キャラは登場しない。
BGMは「ピポサルのテーマ」や「やっぱりサルゲッチュ」のアレンジに加えて、トリッチ・トラッチ・ポルカや天国と地獄等のクラシック音楽が使用されている。

## ボードマップ
ドキドキぷくぷくアイランド
南の島を舞台としたステージ。ゴールはメインの島にあり、離れ小島には宝が存在するが、間の道の脇に大ダコが待ち構えている。イベントの引き潮と満ち潮で道を封鎖し、同じイベントでまた開通することがある。
ツルリンどっかんマウンテン
火山と氷山を舞台とした、ゴールが氷山にあるステージ。火山には温泉や間欠泉があり、イベントやアイテムを使用するタイミングによって、火山の噴火に巻き込まれる可能性がある。
どっきゅんロケットシティ
1つ上の階へ進むと宇宙船に搭乗し宇宙へ飛び立ち、もう1つ上の階へ進む際に宇宙船のエンジンが切り離される。そして、最上階まで上がるとUFOがプレイヤーを妨害してチームを1回休みにする。

## ミニゲーム
サルこうじょう
プレイヤーの腕を橋にしてピポサルをピポヘルのランプと同じ色のゲートヘ運ぶ。
このミニゲームをプレイする時に限り、開始前に背景撮影のチェックが入り、動くものが写っていると反応が悪くなってしまう。
ランプの色と違う色のゲートをくぐったり、バクダンロボがゲートをくぐると減点になるので注意しなければいけない。
またピポサルによっては歩く速度が異なるので、計算して動かす事も重要になる。

お〜ぷんボックス
お〜ぷんボックス2
宝箱に巻きついた鎖を留める錠前を破壊して、中のピポサルを助け出す。
「お〜ぷんボックス2」は破壊する順番に条件が発生し、数字や色の順番通りに錠前を破壊しなければならない。

おとして！ドシン
ボールを転がしてピポサルが持つプレートの穴へ落とす。
触れたピポサルがプレートを持ち上げるので、プレートを傾けてボールを転がすことができる。

とにかくダッシュ
ホップ・ストップ・ジャンプ！
あしボタンにたくさん触れて走り、制限時間内にゴールを目指す。
「ホップ・ストップ・ジャンプ！」は同じ要領で走り幅跳びに挑戦する。
助走の早さとジャンプ直前のチャージ度合いで飛距離が決まる。

どれどこどの？サル
どれどこどの？サル2
4匹のピポサルのうち、違うモーションを取っている個体を見つける。
「どれどこの？サル2」はそれぞれピポサルの大きさが変わったりアングルが回転する。

とべとべハードル
とべとべゴロン
「とにかくダッシュ」のダッシュ動作に加えて、ジャンプボタンでハードルを飛び越える動作も必要になり、ハードルに激突するとタイムロス。
「とべとべゴロン」はハードルの代わりに転がってくる石柱を飛び越える。

しゅうちゅう！カワラわり
ゲートが開いた瞬間に瓦を割り、割れた枚数を競う。
真っ直ぐに、かつ素早く振ると瓦をたくさん割りやすい。

サルどこモクモク
ピポサルが空を飛んで雲の中に隠れており、その雲をかき消して探す。

ピポサルだいだっそう！
ピポサルを逃がしてイカダに乗せる。
サーチライトに見つかると追放される他、門が時々閉まることがある。

まわれ！コーヒーカップ
３匹のピポサルが乗っているコーヒーカップを回してピポサルたちを喜ばせる。
回し過ぎたり、回さないで放置したりすると減点。

あしあとフキフキ
廊下を歩いているピポサルの足跡や、バケツからこぼれたペンキを綺麗に消す。

ゲ・キ・ツ・イUFO
ピポサルを連れ去るUFOを撃墜していく。
後半になると他のUFOが撤収し、巨大UFOが現れる。

かみがたをキメロ！
矢印を目印に、ピポサルの髪型を直す。
カツラを被っていない個体はパスボタンで飛ばす必要がある。

ふいてくだサル？
ピポサルのパンツの汚れを綺麗にする。
綺麗にしたら、ピポサルの尻を叩いて送り出す必要がある。

ブブブン ホームラン
みきわめ！ヒッター
ピポサルが投げた3球のボールを打ち返す。照準が赤い時を狙うと高得点になりやすい。「みきわめ！」はボール以外の物を投げてくることもあり、誤って打つと減点になる。

スカッ！とボーリング
すりぬけ！ゴロっと
ボーリングの球を転がし、ピンとして並んだピポサル達にぶつける。
下から上へ素早く振ると真っ直ぐに転がせる。ガーターにならないよう注意しなければならない。
後者は同じ要領で左右に動く的を狙いながらゴールを目指す。的の絵柄はすべてサルゲッチュ２のシタッパーズとなっている。

レースでクラッシュ！
レースでクラッシュ！2
コーンでクラッシュ
ハンドルを動かしてレーシングカーを操縦する。
壁や障害物にぶつかるとスピンしてしまい、タイムロスになる。
ブレーキは付いておらず、カーブを曲がる時は早めにハンドルを動かすのが重要。
「レースでクラッシュ2」はコースが長くなり、難易度が上昇している。
「コーンでクラッシュ」は道中に三角コーンが並べられており、ぶつかったコーンの数が得点として加算される。

アイスクラッシュ！
氷の塊や宝箱の中に閉じ込められているピポサルをひたすら救出する。
助けたピポサルの数だけでなく、削った氷の量も点数として加算される。

オオダマごろごろ
オオダマごろごろ2
オオダマおろおろ
雪球を転がしてゴールへと導く。
まっすぐ転がすには左右同時に触る必要があり、崖から落ちるとその時点でゲーム終了となる。
「オオダマごろごろ2」はコースが長い高難易度バージョン。
「オオダマおろおろ」はコースが下り坂のため、雪球の制御が効きづらい。

バナナくだサル？
もっとバナナくだサル？
バナナを分けてピポサルに食べさせる。
ピポサルの数にあわせてバナナを等分する必要があり、切り分けた数がピポサルの数と合っていないと得点に加算されない。
「もっとバナナくだサル？」はとにかく多くバナナを切り分けるほど、獲得できる得点が増える。

ほんきでバーベル
2箇所触ってバーベルを持ち上げる。
回が進むごとにバーベルが重くなる。

ニンジャでごザル
手裏剣を飛ばしてロープにぶら下がっているニンジャサルや、凧に乗ったゴエモンサルを退治する。
発射する照準は自動で標的に合わせてくれるので、タイミングを見計らって発射すること。
手裏剣を発射せずにいるとチャージの体勢になり、チャージ時間に応じて乱れ打ちや爆炎を飛ばすことができる。

スパッ！とトランプ
「ニンジャでごザル」と同じ要領でトランプを発射し、下から昇ってくる風船を割っていく。
ピポサルが掴まっている風船は割ると減点なので、無視する必要がある。

キュキュっとまわせ
キュキュっとまわせ2
アナログ盤を回し、曲を演奏する。
下から登ってくるダイヤ型のアイコンがアナログ盤の中心の穴に重なったタイミングでスクラッチする。
「2」は演奏曲が異なる。

ガチンコべ〜ごまバトル
ベーゴマを回転させて対決させる。

ツッパり デッパれ
真ん中に詰まれた爆弾箱を相手の陣地へ押し出して相手のピポサルを飛ばし合う。

セールだゲット！
セールだドカン！
大量のパンツをかき集めて自分のカゴに入れる。
「ドカン！」はパンツの中に爆弾も混ざっており、うっかり入れてしまうと減点になる。

ふわふわバル〜ン
ふわふわバル〜ン2
ごぼごぼダイバー
風船を動かしてピポサルをゴールへ導く。
壁や障害物に当たるとタイムロスになってしまう。
バナナに触れると一定時間無敵になれるほか、障害物の炎はコントローラを振って消すことができる。
風船が小さい仕様上、誤って違う方向へ進みやすくなっている。
「ふわふわバル〜ン2」は道の長くなった高難易度バージョン。
「ごぼごぼダイバー」はゴーグルを着用して潜水するバージョンで、炎の代わりに機雷が障害物として登場する。

ぼよよ～んバトル
「ふわふわバルーン」と同じ操作方法で、障害物を躱す。

トゲとげバル～ン
鉄球と風船を使った鬼ごっこ。時間が立つと鉄球と風船が入れ替わる。

がっこう DE バナナ
先生が黒板に向かっている隙にバナナを食べまくり、どれだけ点数が高いかを競う。
先生に見つからず連続で食べるほどコンボボーナスが得られるが、先生のランプが黄色になると周りの様子を見に来て、この時にバナナを食べているとチョークを投げつけられて減点になる。時折フェイントも入る。

ヘッポコえんそうかい
ヘッポコえんそうかい2
スピーカーから流れてくる音符に合わせて楽器を演奏する。
最大4人で同時にプレイするが、それぞれで担当する楽器も譜面も異なる。
「2」は演奏曲が異なる。

ガガんとホッケー
ドカんとホッケー
自分のゴールへ入らないようにパックを弾き返す。時間が経過すると、パックの数が増えていく。
「ドカんとホッケー」はパックの代わりにバクダンを弾くバージョン。赤く点滅したバクダンに触れると1点分、ゴールにバクダンが入ってしまうと5点分減点される。